# Naarn (rivière)
La Naarn est une rivière autrichienne qui coule dans le land de Haute-Autriche et la région de la Mühlviertel. Elle est un affluent du Danube.